# Stephanie E. Combs
Stephanie Elisabeth Combs (* 22. Oktober 1976 in Heidelberg) ist eine deutsche Strahlentherapeutin. Sie ist Lehrstuhlinhaberin für Strahlentherapie an der Technischen Universität München (TUM) und Direktorin der Klinik für RadioOnkologie und Strahlentherapie am Klinikum rechts der Isar in München. Stephanie E. Combs ist ebenso Direktorin des Instituts für Innovative Radiotherapie (iRT) am Helmholtz Zentrum München (HMGU). Von Oktober 2019 bis Oktober 2022 war sie Vorsitzende des Senats der Technischen Universität München (TUM) sowie stellvertretende Vorsitzende des Hochschulrates der TUM, Gremien, denen sie seit 2018 angehörte. Im Oktober 2022 wurde sie als Dekanin der Fakultät für Medizin der TUM gewählt. Im Jahr 2022 bereitete sie den Zusammenschluss der Fakultäten für Medizin sowie Sport und Gesundheit zur TUM School of Medicine of Health vor, die im Oktober 2023 offiziell gegründet wurde. Prof. Combs wurde im Oktober 2023 zur ersten Dekanin der TUM School of Medicine and Health gewählt. Sie ist seither auch Teil des 4-köpfigen Vorstands des TUM Universitätsklinikums.

## Leben

### Studium
Nach dem Abitur 1996 am Kurfürst-Friedrich-Gymnasium Heidelberg (Abiturnote 1,0) studierte sie Humanmedizin an der Ruprecht-Karls-Universität Heidelberg, an der Eastern Virginia Medical School (EVMS) in Norfolk, Virginia, sowie an der University of Texas Health Science Center at San Antonio (UTHSCSA), San Antonio, Texas. Sie promovierte im Jahr 2003 in der Neuroanatomie in Heidelberg (Doktorvater Klaus Unsicker) über die Entwicklung der sympathoadrenalen Zelllinie unter dem Einfluss verschiedener Wachstumsfaktoren.

### Radioonkologie
Ihre Ausbildung in Radioonkologie erhielt sie an der Universitätsklinik Heidelberg sowie am Deutschen Krebsforschungszentrum (DKFZ) Heidelberg. Zu den besonderen wissenschaftlichen Schwerpunkten gehören Techniken der Hochpräzisionsstrahlentherapie wie die stereotaktische Strahlentherapie und die intensitätsmodulierte Radiotherapie (IMRT). Sie war am Aufbau des Heidelberger Ionenstrahl-Therapiezentrums (HIT) maßgeblich beteiligt und hat eine besondere Expertise im Bereich der Partikeltherapie mit Protonen und Schwerionen erworben. Neben zahlreichen klinischen Studien stand für sie die strahlenbiologische Untersuchung der Strahlenwirksamkeit und der Modifikation der Strahlenwirkung im besonderen Fokus. Die interdisziplinäre Zusammenarbeit mit den chirurgischen und bildgebenden Disziplinen in der Onkologie sind ihr ein besonderes Anliegen. Combs erlangte 2009 den Titel einer Fachärztin für Strahlentherapie. Im gleichen Jahr habilitierte sie sich und wurde Oberärztin der Klinik für Radioonkologie in Heidelberg. Im Jahr 2011 wurde sie zur Leitenden Oberärztin der Klinik für Radioonkologie in Heidelberg ernannt.
Neben ausgewiesener klinischer Expertise bearbeitet Combs klinische und experimentelle Fragestellungen in der RadioOnkologie. Sie hat eine große Arbeitsgruppe aufgebaut, die sich unter anderem mit der Therapieoptimierung von Hirntumoren beschäftigt. Hierbei werden experimentelle Ansätze im Labor bearbeitet, um nachfolgend für eine verbesserte Patientenversorgung eingesetzt zu werden. Ihre besondere Expertise in diesem Bereich ist die Hochpräzisionsstrahlentherapie, wie die Stereotaxie, IMRT oder Partikeltherapie. In einer Vielzahl von klinischen Studien wurden neuartige Bestrahlungstechniken und Konzepte für die Patientenbehandlung erarbeitet, nicht nur im Bereich der Hirntumore. Die Integration von molekularer moderner Bildgebung hat sie in den Konzepten zur Verbesserung der Zielgenauigkeit der Bestrahlung eingesetzt. Gerade im Bereich des Prostatakarzinoms sowie Gastrointestinaler Tumor konnte hier ein signifikanter Fortschritt erzielt werden.
Ihre Arbeiten wurden mit mehreren Preisen ausgezeichnet, wie beispielsweise mit dem Hermann-Holthusen-Preis der Deutschen Gesellschaft für RadioOnkologie (DEGRO), dem Behnken-Berger-Preis sowie dem Robert-Janker Preis für Palliativmedizin. Auf der Jahrestagung 2019 in Chicago der „American Society for Therapeutic Radiation Oncology (ASTRO)“ wurde ihr als Vertretung der Translational Science Award für eine Internationale Multizentrische Studie zur Optimierung der Hochpräzisionsstrahlentherapie bei Patienten mit Hirnmetastasen verliehen (Abstract von K.A. Kessel et al. „Hypofractionated Stereotactic Radiotherapy to the Resection Cavity in Patients with Brain Metastases: An International Multi-Institutional Analysis of Prognostic Factors and Outcomes“).

### Professorin
Im Jahr 2014 wechselte sie als Professorin und Klinikdirektorin nach München. Neben umfänglichen wissenschaftlichen Aktivitäten leitet sie die Klinik für RadioOnkologie und Strahlentherapie, was mit einem großen Lehrstuhl für Strahlentherapie verbunden ist. An der medizinischen Fakultät ist sie unter anderem in die Studentische Lehre eingebungen. Sie etablierte dort unter anderem den ersten fächerübergreifenden Masterstudiengang für Strahlenbiologie (MSc Radiation Biology) in Deutschland, der an der Medizinischen Fakultät der Technischen Universität München (TUM) beheimatet ist.
Stephanie E. Combs ist in mehreren nationalen und internationalen Gremien auf Vorstandsebene vertreten, unter anderem in der Neuroonkologischen Arbeitsgemeinschaft (NOA). Sie ist eine ausgewiesene Referentin auf nationalen und internationalen Kongressen. In München ist sie als Vorstandsmitglied des Tumorzentrums München (TZM). Combs ist Pressesprecherin der Deutschen Gesellschaft für RadioOnkologie (DEGRO). Seit 2020 ist Prof. Combs Sprecherin der Neuroonkologischen Arbeitsgemeinschaft (NOA) der Deutschen Krebsgesellschaft (DKG).
Von 2018 bis 2022 war sie Mitglied des Senats des TUM. Von Oktober 2019 bis Oktober 2022 war sie Vorsitzende des Senats der Technischen Universität München (TUM) sowie stellvertretende Vorsitzende des Hochschulrates der TUM, Gremien, denen sie seit 2018 angehörte. Im Oktober 2022 wurde sie als Dekanin der Fakultät für Medizin der TUM gewählt. Im Jahr 2022 bereitete sie den Zusammenschluss der Fakultäten für Medizin sowie Sport und Gesundheit zur TUM School of Medicine of Health vor, die im Oktober 2023 offiziell gegründet wurde. Prof. Combs wurde im Oktober 2023 zur ersten Dekanin der TUM School of Medicine and Health gewählt. Sie ist seither auch Teil des 4-köpfigen Vorstands des TUM Universitätsklinikums.